# George Hope
George Price Webley Hope, KCB, KCMG, (11 de octubre de 1869 - 11 de julio de 1959) fue un oficial de la Marina Real que pasó a convertirse en Primer lord ministro del Mar durante la Primera Guerra Mundial.

## Carrera naval

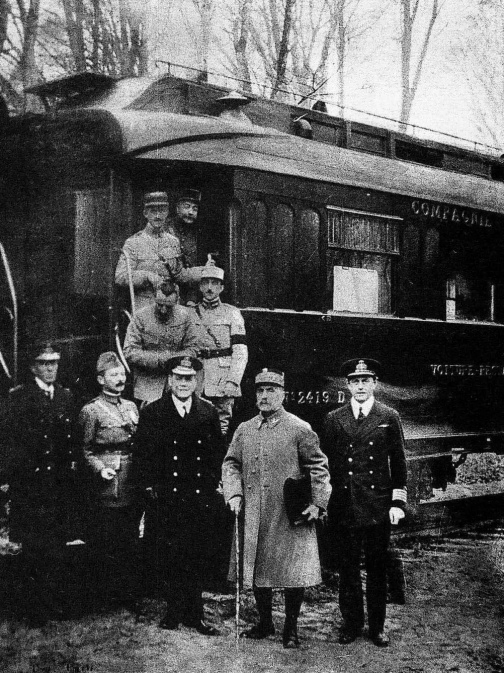
Representantes aliados en la firma del armisticio con Alemania. El contraalmirante Hope es visto con otros oficiales de la Marina Real, el almirante Sir Rosslyn Wemyss y el capitán Jack Marriott.

Hope se unió a la Royal Navy. Fue ascendido a comandante el 30 de junio de 1900. En julio de 1902 fue nombrado al mando del crucero ligero HMS Pioneer, que sirvió en la Flota del Mediterráneo.
Promovido a capitán en 1905, Hope sirvió en la Primera Guerra Mundial. Fue nombrado Capitán de la Bandera al Comandante en Jefe del Escuadrón del Mediterráneo Oriental, así como Auxiliar de Campo del Rey, en 1915; Director de la División de Operaciones del Almirantazgo en 1916; y Primer lord ministro del Mar en 1918. Él estuvo presente en la firma del armisticio con Alemania el 11 de noviembre de 1918. Después de la guerra, él fue ascendido al vicealmirante el 26 de noviembre de 1920, y llegó a ser comandante del 3er. Escuadrón de Cruceros Ligeros. Desde 1923 fue presidente del Royal Naval College, Greenwich.

## Familia
En 1899, se casó con Arabella Phillippa Sams.